# نسيب البيطار
محمد نسيب أحمد عدي البيطار (7 يونيو 1953 - 22 فبراير 2011) إعلامي إماراتي من أصول أردنية. وهو أحد المساهمين القدامى في الموسوعة الحرة ويكيبيديا، أثرى نسيب البيطار مسيرة الإعلام في دبي، في رحلة طويلة من العمل قضى معظمها في تلفزيون دبي الذي التحق به بعد تخرجه من الجامعة الأميركية في بيروت في نهاية عام 1974، وكان أحد المؤسسين فيه، وعمل في دائرة البرامج حتى أصبح مديرًا لها حتى تقاعده من التلفزيون قبل وفاته بسنوات قليلة، وقد أشرف على مجموعة كبيرة من البرامج الوثائقية المحلية الموجهة إلى تراث الإمارات من عادات ومهن وحرف تقليدية. كما كان فاعلاً في تقديم اقتراحات فنية لافتة لجهة البرامج التي أشرف على تقديمها، حتى جعل من برامج تلفزيون دبي ذات حضور مهم في الإعلام العربي.
كما شغل البيطار منصب مدير المحطة 33 (التي سُميت لاحقا دبي ون) التي كانت تبث من دبي وتقدم باللغة الإنجليزية إضافة إلى عمله كمدير للبرامج في التلفزيون طيلة ثلاثين عامًا قضاها في تلفزيون دبي. إلى جانب عمله في تلفزيون دبي، فإن نسيب البيطار تولّى منصب مدير عام «الشركة العربية للإنتاج» الإماراتية، والتي إلى جانب أعمالها الإنتاجية فإنها تشرف على ثلاث محطات إذاعية.
توفي نسيب البيطار عن سبعة وخمسين عامًا في المستشفى الأميركي بدبي بعد صراع طويل مع المرض، ويذكر أن البيطار هو ابن عدي البيطار أحد المستشارين القانونيين لحاكم دبي الشيخ راشد آل مكتوم.